# 洪利奈
洪利奈（1968年2月7日—），韓國女演員，其他常見譯名為洪莉娜或洪利娜。以《大長今》一劇中所飾演的崔今英一角最為人熟知。洪利奈与美籍事业家裴宗元结婚之后，目前在美国生活。

## 作品列表

### 電視劇
- 1987年：MBC《藍色教室》
- 1992年：KBS《我丈夫的女人》
- 1992年：SBS《愛心下的您》
- 1993年：KBS《日月》
- 1993年：MBC《姊妹們》
- 1994年：MBC《綜合醫院》
- 1995年：KBS《再次開始》
- 1996年：MBC《未忘》
- 1998年：MBC《帝王之路》飾演 世子嬪洪氏
- 2000年：KBS《姐姐的鏡子》
- 2002年：SBS《正直的活著》
- 2002年：KBS《帝國的早晨》飾演 文恭王后朴氏
- 2003年：MBC《大長今》飾演 崔今英
- 2004年：SBS《妻子的叛亂》

### 電影
- 1992年：《我現在想要忘記你》
- 1997年：《父親》

## 獲獎
- 1993年：KBS演技大賞－新人獎
- 1997年：MBC演技大賞－特別獎

## 外部連結
- NAVER搜索 （页面存档备份，存于）